# Carl Salicath
Carl Salicath (28. marts 1825 i Jydstrup – 23. februar 1899 i København) var en dansk advokat og borgmester.

## Karriere
Han var søn af sognepræst Jens David Friderich Salicath og Kirstine Birgitte Jelstrup, blev 1844 student fra Slagelse Latinskole, 1853 cand.jur. og senere samme år slesvigsk cand.jur. Fra 1854 (til 1865) var Salicath underretsadvokat i Hertugdømmet Slesvig med bopæl i Haderslev. Som dansksindet søgte han til fædrelandet og blev 1872 byfoged og byskriver i Store Heddinge, herredsfoged og skriver i Stevns og Fakse Herreder og samme år tillige borgmester i Store Heddinge købstad. 1878 blev han forflyttet til byfoged, by- og rådstueskriver i Næstved, herredsfoged og skriver i Tybjerg Herred og samme år tillige borgmester i Næstved købstad, hvilket han var til sin afsked 1895, hvor han blev udnævnt til virkelig etatsråd. Han var medlem af bestyrelsen for Østsjællandske Jernbaneselskab og af bestyrelsen (direktør) for Diskontobanken i Næstved. 25. november 1876 blev han Ridder af Dannebrog og 26. maj 1892 Dannebrogsmand.

## Familie
Han ægtede 5. december 1856 i Hoptrup Kirke Judithe Flise Ulrikke Marckmann (11. februar 1837 i København - 23. marts 1910 sst.), datter af kateket ved Vor Frue Kirke, senere sognepræst til Højen Jørgen Wilhelm Marckmann og Julie Dorothea Frederikke Olsen. To af hans døtre blev gift med henholdsvis Carl Friderichsen og Kai Glahn.